# Невадо-Піско
Невадо-Піско (ісп. Nevado Pisco) — гора в Перу, в хребті Кордильєра-Бланка, приблизно за 60 км від міста Уарас. Перше відоме сходження на гору було здійснене 12 червня 1951 К Коханом, Г. Лейненгером і М. Ленуаром.
В минулому ця гора біла популярною серед альпіністів через легкість сходження. Через глобальне потепління та танення льодовиків значна частина льодовику зникла к 2004 року, в результаті складність гори зросла та сходження стали можливими лише протягом відповідного сезону. Зараз гора має рейтинг PD за французькою шкалою. Передбачається, що із остаточним таненням льодовика гора стане ще складнішою для сходження.